# 南セントレア市
南セントレア市（みなみセントレアし）は、愛知県知多郡美浜町と南知多町の合併によって誕生する計画があった新しい市の名称である。

## 経緯

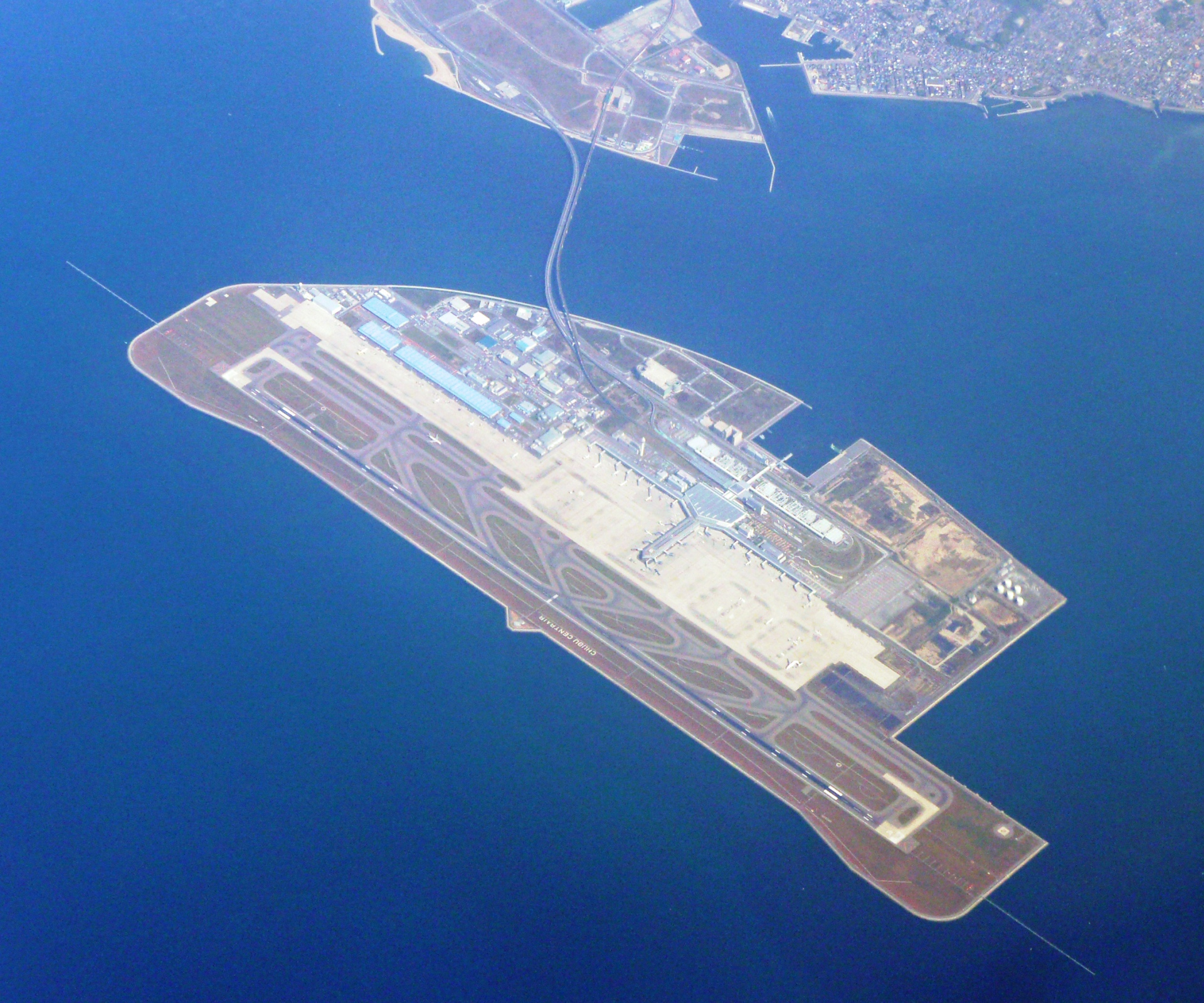
中部国際空港（セントレア）

2004年12月1日から12月20日の期間、美浜町・南知多町任意合併協議会が、全国の小学生以上を対象に新市名を一般公募した。公募結果上位は以下の通り。
- 1位「南知多市（みなみちたし）」（70件）
- 2位「美南市（びなんし）」（27件）
- 3位「美南市（みなんし）」（14件）
- 4位「南浜市（みなみはまし）」（13件）
- 5位「知南市（ちなんし）」（8件）・「美波市（みなみし）」（8件）
- 7位「美南市（みなみし）」（7件）・「美浜市（みはまし）」（7件）
- 9位「知多美浜市（ちたみはまし）」（6件）
- 10位「美南海市（みなみし）」（5件）・「南美浜市（みなみみはまし）」（5件）

2005年1月、美浜町・南知多町合併協議会（法定）が、公募の名称候補になかった「南セントレア市」を新市名候補として発表した。地域の歴史とは無関係の耳慣れないカタカナ語や、公募を完全に無視した選考経緯の不透明さから、住民だけでなく全国からも抗議が殺到した。
「セントレア」とは、2005年2月17日に開港予定だった中部国際空港の愛称で、英語の "central"（セントラル） と "air"（エア） から作った造語である。合併協議会会長の齋藤宏一美浜町長（当時）の地元である美浜町西部（上野間地区）が同空港の所在地・常滑市の南隣に位置するため、町おこしとして空港のベッドタウンとしての発展を願った意図があるものと考えられる。同じく公募結果にはない委員案としては「セントレア市」「遷都麗空市」（いずれも読みは「せんとれあし」）も挙げられた。
しかし自治体区域内とは直接関係ない施設の名称（中部国際空港は常滑市にある）を借りることも批判の嵐を招いた。当時の中日新聞には、住民が批判の声を寄せているとの記事が多数掲載された。
合併協議会は1月27日に「南セントレア市」を新市名に決定したが、批判を受けて2月9日に撤回。2月27日に合併の賛否を問う住民投票で新市名についてのアンケートも同時に行われた。騒動によるマイナスイメージのためか合併反対票が多数を占め、合併計画自体が不成立となった。新市名アンケートでは、1位の「南知多市」・2位の「美浜市」に次いで、「南セントレア市」は3位だった。なお、結果報道の後、住民からは「変な名前になる位なら合併しない方が良い」という声が中日新聞に掲載された。
騒動の最中、「南セントレア」推進派の齋藤宏一美浜町長（合併協議会会長）がテレビ取材に応じて毛筆で「南セントレヤ」と書いて見せ「いい名前だと思う」とアピールしたところ、取材記者に字の間違いを指摘される様子が全国に放映された。
結局、両町の合併は頓挫し、3月31日に合併協議会は解散となった。